# Merciful Nuns
Merciful Nuns ist eine deutsche Gothic-Rock-Band.

## Geschichte
Die Band ging aus der im Jahre 2008 aufgelösten Band Garden of Delight hervor und besteht aus deren letzter Besetzung mit Artaud Seth, seiner Frau Jawa Seth und Jacques Moch. Die Merciful Nuns bezeichnen sich auch selber als „Garden of Delight's only legitimate successor“.
Die Merciful Nuns konnten direkt einige Erfolge verbuchen und spielten Konzerte in Europa, z. B. im Vorprogramm von Fields of the Nephilim in Athen.

## Diskografie

### Alben
- Lib.1 (2010)
- Hypogeum II (2011)
- Xibalba III (2011)
- The Gathering (live) (2012)
- Goetia IV (2012)
- Goetia V (2013)
- Exosphere VI (2013)
- Meteora VII (2014)
- 400 Billion Suns (live) (2015)
- Thelema VIII (2016)
- A-U-M IX (2017)
- Anomaly X (2018)
- Nekrolog 2010-2018 The Singles (2018)
- Kvltan XI (2022)
- Oneironauts XII (2024)

### Singles und EPs
- Body of Light (EP) (2010)
- Ancient Astronauts (EP) (2011)
- Genesis Revealed (EP) (2012)
- Supernovae (Ltd. MCD) (2013)
- Exoplanet (MCD + 7" Vinyl) (2014)
- Allseeing Eye (Ltd. MCD) (2016)
- Black Halo  (EP) (2019)
- H.A.T.E. / ETHEREAL (EP) (2022)

### DVDs
- Infinite Visions (2011, DVD + Bonus-CD)